# Der Staatsanwalt hat das Wort: Die Falschmeldung
Die Falschmeldung ist ein deutscher Fernsehfilm von Ursula Reinhold aus dem Jahr 1969. Das kriminologische Fernsehspiel erschien als 15. Folge der Filmreihe Der Staatsanwalt hat das Wort.

## Handlung
Im Mittelpunkt des Geschehens steht Dombrowsky, Buchhalter eines mittleren volkseigenen Betriebes. Von kleinbürgerlicher Geltungs- und Bereicherungssucht getrieben, nutzt er Mängel im betrieblichen Leitungs- und Abrechnungssystem, um sich am Volkseigentum zu vergreifen. Aus denselben Motiven täuscht er über das tatsächliche betriebliche Ergebnis durch falsche Berichterstattung hinweg. Es gelingt ihm, den jungen noch unerfahrenen Produktionsleiter Pause in die Manipulation zur Vertuschung der Planrückstände einzubeziehen. Betriebsleiter Ruppert erfährt erst nach der Rückkehr vom Urlaub von den aufgetretenen Schwierigkeiten und dass sie durch buchhalterische Tricks verdeckt werden. Er muss den Manipulationen ein Ende bereiten.

## Produktion
Die Falschmeldung entstand 1969  im Zuständigkeitsbereich des DDR-Fernsehfunks, Bereich Dramatische Kunst.
Szenenbild: Jutta Betzin; Dramaturgie: Käthe Riemann; Kommentar: Peter Przybylski, Staatsanwalt beim Generalstaatsanwalt der DDR.
Das Filmmaterial ist verschollen.